# Francia Riviéra
A francia Riviéra vagy Azúr-part (franciául Côte d’Azur) a Földközi-tenger partvidékének Marseille-től Mentonig terjedő szakasza, melynek hosszúsága kb. 120 km. Provence-Alpes-Côte d’Azur régió része. Az elnevezés egy francia költőtől, Stéphen Liégeard-tól származik. 
A Liguri- és a Tengeri-Alpok karéja veszi körül. A hegység látványnak is szép, és rengeteg kirándulásra ad alkalmat, sok helyen azonban nem éri el az 1000 m-es magasságot sem. 
Területének 80%-a hegy, 175 000 hektár erdő, 1000 km folyó és hegyi patak található itt. Egyúttal Franciaország parkokban leggazdagabb területe is. Híresek Menton, Monaco, Èze parkjai.

## Közlekedés
A part mentén vezető forgalmi útjai a Corniche, azaz ’párkány’ elnevezést kapták. Három út vezet a tengerparton:
- Az 1. út az Corniche Intérieure, mely a 18. században épült, Napóleon építtette. A part mellett Nizzáig húzódik, majd csatlakozik a középső úthoz.
- A 2. út a Moyenne Corniche, a Középső Párkány, amely 100–150 m magasan fut, és 1939 óta létezik.
- A 3. út a Grande Corniche, az ún. Nagy Párkány, amely 500 m magasan húzódik. Julius Caesar ideje óta létező útvonal; megfelel az egykori római Via Aureliának.

## Éghajlata
Kivételes klímáját annak köszönheti, hogy észak felől hegykoszorú védi a hideg légtömegek ostromától. A tenger víztömege is befolyásolja az éghajlatot: 200–400 m-ig átlagosan 13 °C-os a víz, télen mérsékli a hideget, nyáron pedig a kánikulát. A napsütésnek köszönhetően erős a párolgás, aminek következtében a tenger vize sósabb, mint az Atlanti-óceán.

## Története

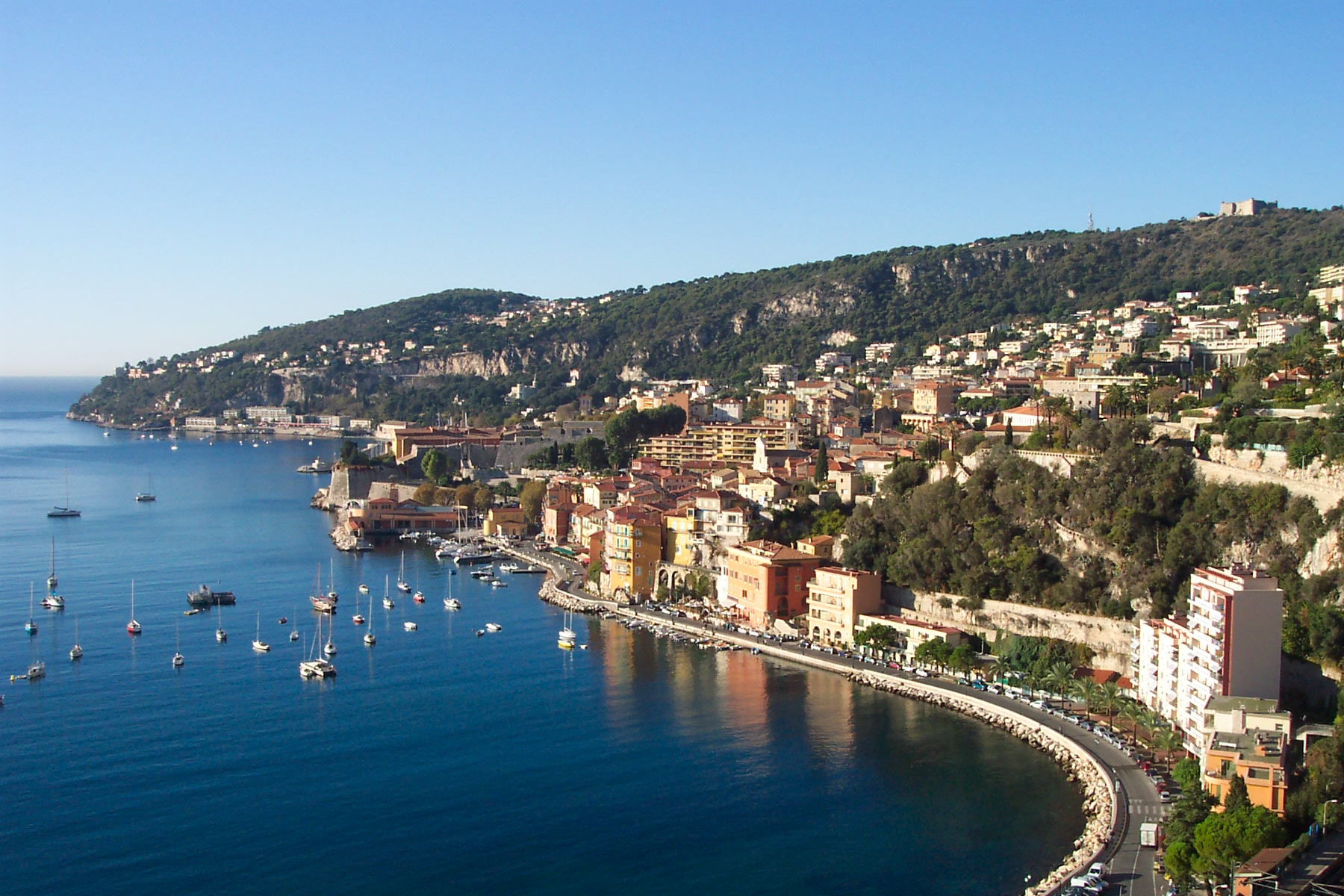
Villefranche-sur-Mer

Száz esztendeje még csak téli üdülőhely volt sok angol vendéggel, majd a két világháború közt fejlődött idegenforgalmi központtá.  

## Települések

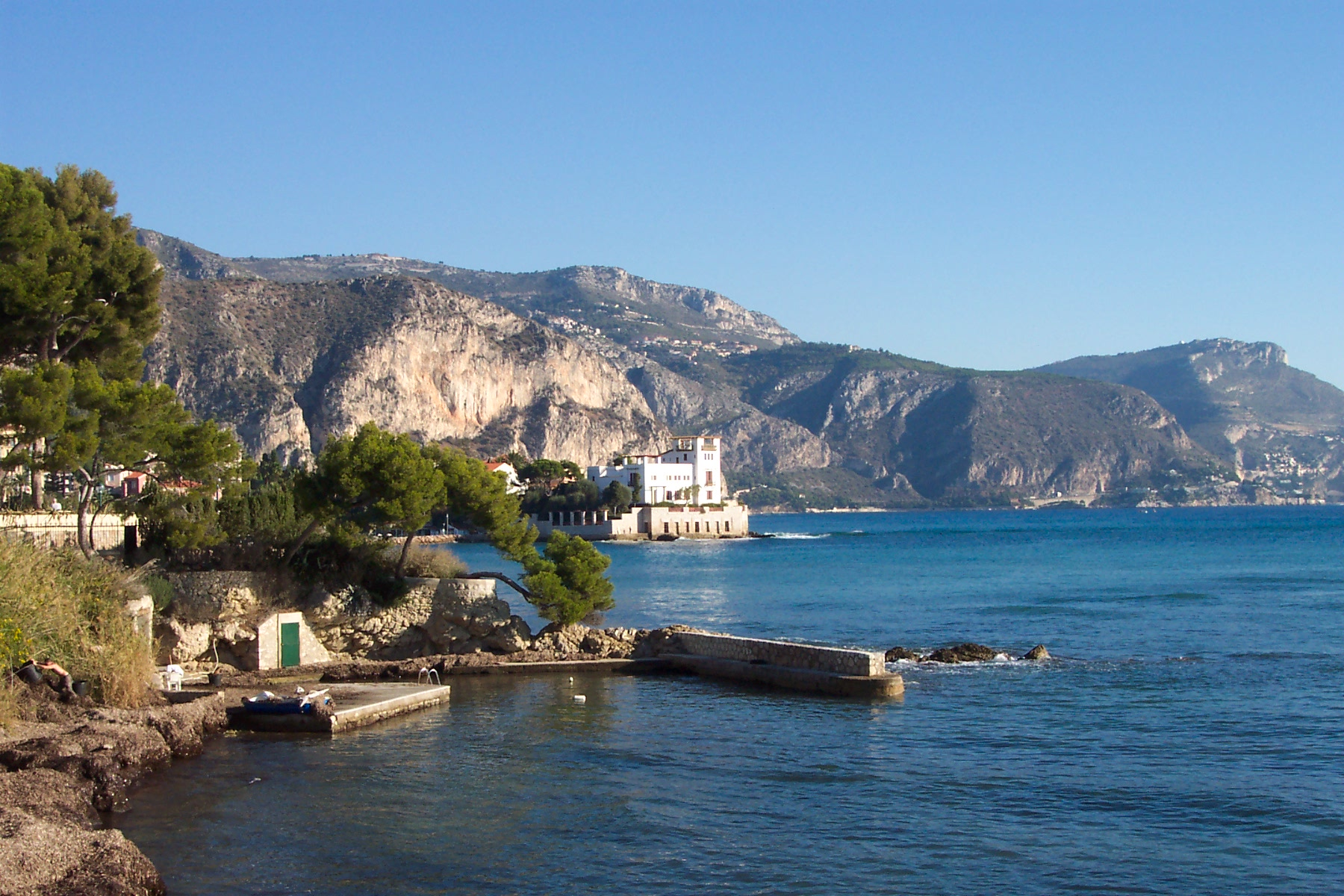
Beaulieu sur Mer

- Marseille
- Saint-Cyr-sur-Mer
- Bandol
- Sanary-sur-Mer
- Saint-Mandrier-sur-Mer
- La Seyne-sur-Mer
- Cap Bénat
- La Garde (Var)
- Cagnes-sur-Mer
- Le Dramont
- Boulouris-sur-Mer
- Cassis
- La Ciotat
- Saint-Laurent-du-Var
- Èze
- Le Lavandou
- Carqueiranne
- Rayol-Canadel-sur-Mer
- Cavalaire-sur-Mer
- Sainte-Maxime
- Théoule-sur-Mer
- Fréjus
- Hyères
- Saint-Tropez
- Saint-Raphaël
- Cannes
- Grasse
- Juan-les-Pins
- Antibes
- Sophia Antipolis
- Saint-Paul-de-Vence
- Mandelieu-la-Napoule
- Nizza
- Villefranche-sur-Mer
- Saint-Jean-Cap-Ferrat
- Beaulieu-sur-Mer
- Monaco
- Monte-Carlo
- Menton
- Roquebrune-Cap-Martin

## Kulturális élete
A francia Riviéra igazi kulturális központ: több mint 100 múzeum (ebből csak 3 állami), 500 művészeti kiállítás, 2 operaház, 25 színház, évente kb. 3200 rendezvény várja az ideérkezők millióit. 
Elszórtan az azúri vidéken 120 magasban megbúvó kis falucskát számolhatunk meg, ahol még őrzik a kézművesség, fazekasság, parfümkészítés rejtelmeit. 

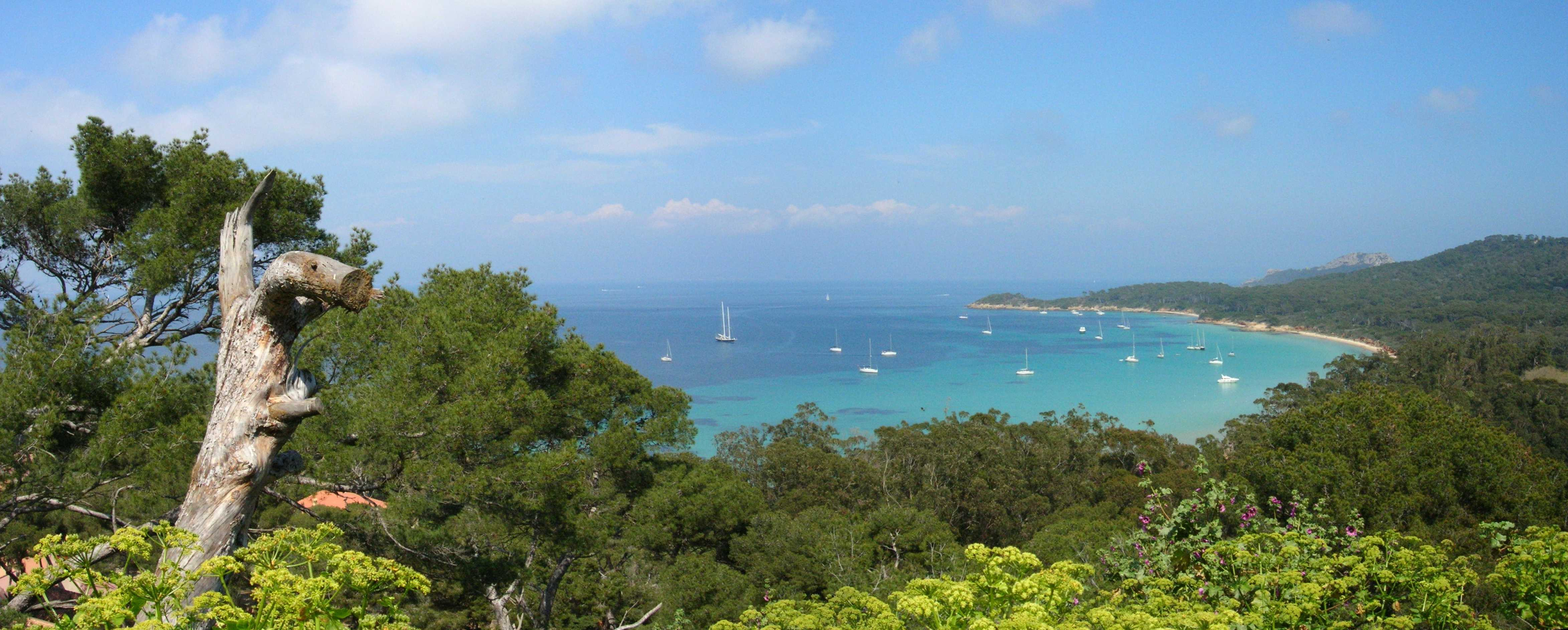
Porquerolles panorámája (Côte d’Azur)